# Eredeti funkciójukban nem működő budapesti iskolaépületek listája
Az alábbi lista azokat a budapesti iskolaépületeket gyűjti, amelyek napjainkban eredeti funkciójukban már nem üzemelnek. A lista azokat az épületeket nem tartalmazza, amelyek általános iskolából középiskolává váltak és fordítva. Az egyetemi karként, oktatási helyszínként használt iskolákat viszont igen. Nem szerepelnek az eredetileg nem iskolának épült, és ma arra használt épületek (pl. az zárdaháznak épült Nemzeti Közszolgálati Egyetem Farkasvölgyi úti komplexuma), illetve a később arra is használt épületek (pl. a Fortuna utca 4. alatti ház.)

## A lista
| Kép | Cím                                          | Név                                                                       | Építés ideje            | Tervező                                                                     | Megjegyzés, jelenlegi hasznosítás |
| --- | -------------------------------------------- | ------------------------------------------------------------------------- | ----------------------- | --------------------------------------------------------------------------- | --- |
|     | Budapest, Soroksári út 75-77.                | iskolaépület                                                              | 19. század              | nem ismert                                                                  | 2013-ig a Szegényeket és a Rászorultakat Segítő Alapítvány Oktatási Központ iskolája működött benne. Az iskolaépület üres (2024).                                                                         |
|     | Budapest, Lajos utca 28-32.                  | iskolaépület                                                              | 1874–1876               | Feszl László                                                                | Az épület felújítva Bécsi Corner Irodaházként üzemel. |
|     | Budapest, Ajtósi Dürer sor 19-21.            | Sacré Coeur (Szent Szív) Elemi Iskola, Felsőbb Leányiskola, és Apácazárda | 1883                    | Bernárdt (Bernhardt) Győző                                                  | A 2020-as évek elején az egyik épületet felújították, a másikat elbontották. |
|     | Budapest, Margit körút 19-21.                | iskolaépület                                                              | 1883–1884               | Czigler Győző és esetleg a Székesfőváros Mérnöki Hivatalának más munkatársa | A 2020-as évek elején felújításra került. |
|     | Budapest, Riadó utca 5.                      | Hadapród Iskola                                                           | 1897                    | nem ismert                                                                  | Átalakítva Akadémia Park Officium Irodaházként üzemel. |
|     | Budapest, Dózsa György út 25-27.             | Aréna Úti Polgári Iskola                                                  | 1898–1900               | Balázs Ernő                                                                 | A létesítményt Károli Gáspár Református Egyetem Bölcsészet- és Társadalomtudományi Kara használja. |
|     | Budapest, Attila utca 8-10.                  | elemi iskola                                                              | 1902                    | Baumgarten Sándor és Herczegh Zsigmond                                      | |
|     | Budapest, Peterdy utca 17-19.                | Községi Polgári Kereskedelmi-Ipari és Háztartási Leányiskola              | 1903–1905               | Frei István                                                                 | Az iskolaépület üres (2024). |
|     | Budapest, Könyves Kálmán körút 40.           | Tisztviselőtelepi Magyar Királyi Állami Főgimnázium („Tündérpalota”)      | 1909–1911               | Kőrössy Albert Kálmán                                                       | 2013-ban felújításra került. Az épület egy részét az Országos Pedagógiai Könyvtár és Múzeum foglalja el. Itt van a Magyar Természettudományi Múzeum Növénytára is.                                        |
|     | Budapest, Osztag utca 25/a.                  | iskolaépület                                                              | 1910                    | Löllbach Kálmán                                                             | Az iskolaépület üres (2024). Épült Bárczy István kislakás- és iskolaépítési programja keretében. |
|     | Budapest, Osztag utca 25/b.                  | iskolaépület                                                              | 1910                    | Löllbach Kálmán                                                             | Az iskolaépület üres (2024). Épült Bárczy István kislakás- és iskolaépítési programja keretében. |
|     | Budapest, Csanády utca 19.                   | Felső kereskedelmi iskola és internátus                                   | 1911                    | Exler Jenő                                                                  | Lakóházként használják. |
|     | Budapest, Viola u. 2-4.                      | Viola utcai Általános Iskola                                              | 1911                    | Schreiber Gyula                                                             | A létesítményt Károli Gáspár Református Egyetem Állam- és Jogtudományi Kar használja. |
|     | Budapest, Jurányi utca 1.                    | Jurányi utcai iskola                                                      | 1911–1912               | Baumgarten Sándor                                                           | Épült Bárczy István kislakás- és iskolaépítési programja keretében. 2007-ben zárt be Kalmár László Számítástechnikai Szakközépiskolaként. Az épület Jurányi Produkciós Közösségi Inkubátorházként üzemel. |
|     | Budapest, Dugonics utca 17-21.               | Dugonics utcai elemi iskola                                               | 1911–1912               | Szabó Gyula                                                                 | Épült Bárczy István kislakás- és iskolaépítési programja keretében. Az iskolaépület üres (2024). |
|     | Budapest, Izabella utca 46.                  | Izabella Utcai Felsőkereskedelmi Iskola                                   | 1913                    | Barcza Elek                                                                 | Épült Bárczy István kislakás- és iskolaépítési programja keretében. A létesítményt az Eötvös Loránd Tudományegyetem Pedagógiai és Pszichológiai Kara használja.                                           |
|     | Budapest, Kozák tér 13-16.                   | Rákospalota elemi iskola                                                  | 1928                    | Wellisch Andor                                                              | Paulay Alapítványi Középiskola volt. 2017-ben megszűnt. |
|     | Budapest, Török Flóris u. 227-229.           | Török Flóris Általános Iskola                                             | 1929                    | nem ismert                                                                  | Napjainkban Apor Vilmos Katolikus Főiskola Budapesti Campus néven működik. |
|     | Budapest, Kiss János altábornagy utca 31-33. | általános iskola                                                          | 1962                    | nem ismert                                                                  | Budapest Főváros Kormányhivatala XII. kerületi Hivatal Kormányablaka működik benne. |
|     | Budapest, Ady Endre utca 31-33.              | Petőfi Szakközépiskola                                                    | 20. század második fele | nem ismert                                                                  | Budapest Főváros XV. Kerületi Rákospalota Önkormányzati Gazdasági és Működtetési Központ használja. |
|     | Budapest, Tüzér utca 56-58.                  | Berzeviczy Gizella Általános Iskola                                       | 20. század második fele | nem ismert                                                                  | A XIII. kerületi Önkormányzat Prevenciós Központjaként működik. |